# Austrotriton parkinsonia
Austrotriton parkinsonia là một ốc biển cỡ trung bình, là động vật thân mềm chân bụng sống ở biển trong họ Ranellidae, sometimes được gọi là the tritons.